# Шарон (Нью-Йорк)
Шарон (англ. Sharon) — місто (англ. town) в США, в окрузі Скогарі штату Нью-Йорк. Населення — 1697 осіб (2020).

## Демографія
Згідно з переписом 2010 року, у місті мешкало 1846 осіб у 750 домогосподарствах у складі 491 родини. Було 915 помешкань
Расовий склад населення:
| - 96,2 % — білих - 0,9 % — чорних або афроамериканців - 0,5 % — азіатів - 0,2 % — вихідців з тихоокеанських островів - 0,1 % — корінних американців - 1,1 % — осіб інших рас |

До двох чи більше рас належало 1,0 %. Частка іспаномовних становила 3,0 % від усіх жителів.
За віковим діапазоном населення розподілялося таким чином: 22,0 % — особи молодші 18 років, 60,6 % — особи у віці 18—64 років, 17,4 % — особи у віці 65 років та старші. Медіана віку мешканця становила 42,4 року. На 100 осіб жіночої статі у місті припадало 105,6 чоловіків;  на 100 жінок у віці від 18 років та старших — 100,6 чоловіків також старших 18 років.
Середній дохід на одне домашнє господарство  становив 61 895 доларів США (медіана — 50 526), а середній дохід на одну сім'ю — 71 187 доларів (медіана — 56 761). Медіана доходів становила 45 809 доларів для чоловіків та 32 917 доларів для жінок. За межею бідності перебувало 13,4 % осіб, у тому числі 18,0 % дітей у віці до 18 років та 6,8 % осіб у віці 65 років та старших.
Цивільне працевлаштоване населення становило 935 осіб. Основні галузі зайнятості: освіта, охорона здоров'я та соціальна допомога — 20,3 %, роздрібна торгівля — 17,5 %, сільське господарство, лісництво, риболовля — 12,1 %, будівництво — 9,8 %.